# Mare de Déu de Far
La Mare de Déu de Fa és una ermita del poble d'Espui, en el terme municipal de la Torre de Cabdella, del Pallars Jussà.
Està situada a considerable alçada en un contrafort oriental del Tossal de la Collada Gran, damunt de la vall del Flamisell. És al sud-sud-oest d'Espui i al nord-oest d'Aiguabella.